# Steve Bateman
Steve Bateman (* 1960 oder 1961 in Kent) ist ein ehemaliger englischer Squashspieler.

## Karriere
Steve Bateman war in den 1980er-Jahren als Squashspieler aktiv und erreichte im Januar 1982 mit Rang 37 seine höchste Platzierung in der Weltrangliste. Mit der englischen Nationalmannschaft nahm er 1981 an den Europameisterschaften teil und gewann mit ihr den Titel. 1981 und 1982 stand er im Hauptfeld der Einzelweltmeisterschaft. 1981 schied er in der ersten Runde aus, ein Jahr darauf erreichte er die zweite Runde.

## Erfolge
- Europameister mit der Mannschaft: 1981